# Cycas lanepoolei
Cycas lanepoolei es una especie de Cycadopsida del género Cycas, de la familia Cycadaceae, del orden Cycadales.

## Distribución
Cycas lanepoolei se distribuye por Australia.

## Taxonomía
Fue descrita científicamente por el botánico australiano Charles Austin Gardner. Fue publicado por primera vez en Bullutin, Woods and Forests Department, Western Australia 32: 30-32, fig. e. en 1923.